# 크로스비사우루스

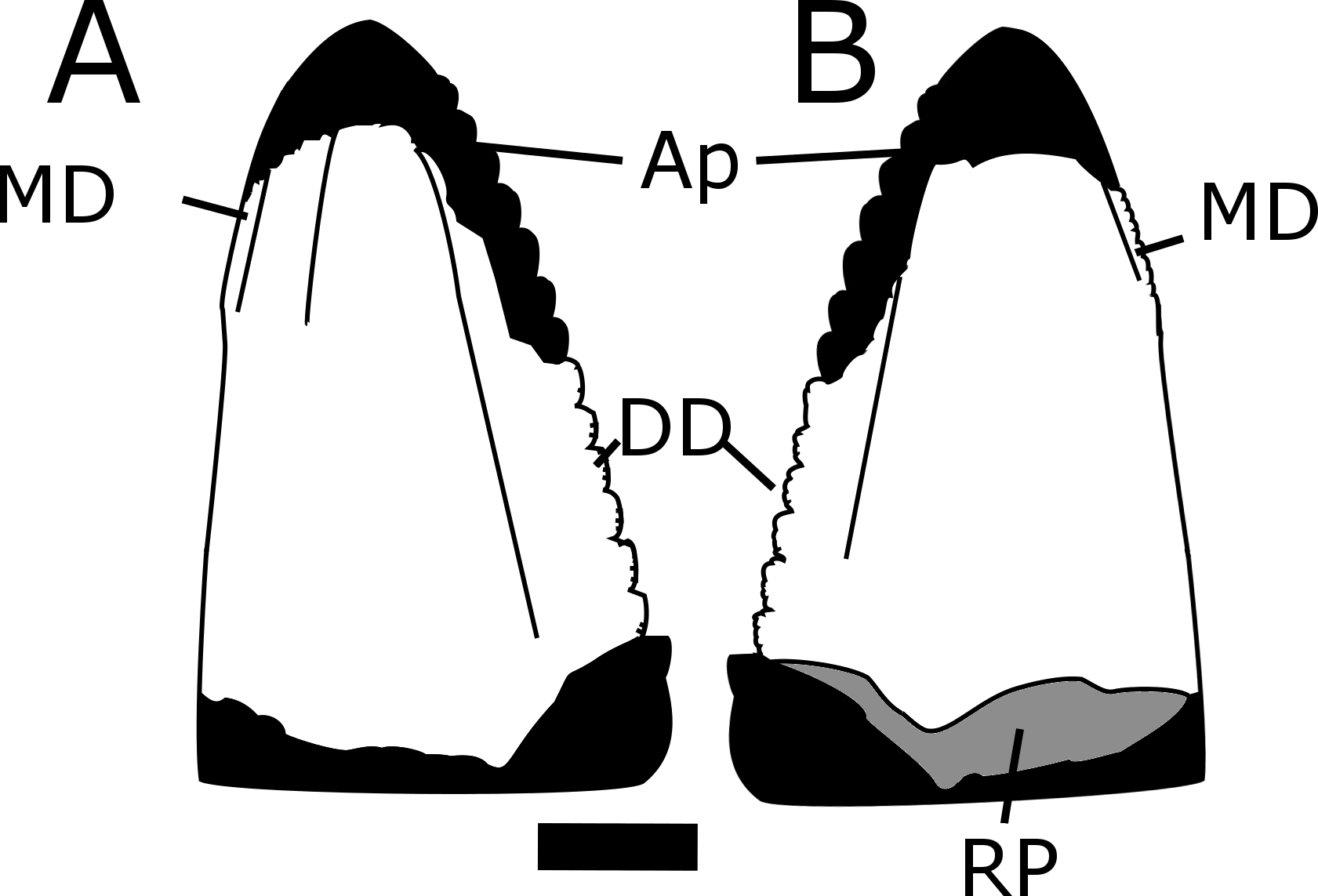

크로스비사우루스(학명:Crosbysaurus harrisae)는 아공룡목 아공룡과에 속하는 도마뱀이다. 지금은 멸종한 종으로서 전체적인 몸길이가 4~6m인 거대한 도마뱀에 속한다.

## 특징
크로스비사우루스의 이빨은 윤곽이 삼각형이고 양쪽 가장자리에 톱니가 있다. 거의 모든 표본 자기 부서들과 톱니 모양의 "화합물 돌기"다. 치아의 후행(후행/후행) 가장자리의 톱니는 항상 선행(후행/간행) 가장자리보다 크다. 이빨은 작고 대략3-5 mm 크다.그들의 무딘 윤곽 때문에 크로스비사우루스는 초식동물이었을 것으로 추정된다. 크로스비사우루스는 원래 미국의 고생물학자인 앤드류 헤커트가 2004년에 처음 기술했을 때 오르니티쉬안 공룡으로 확인되었다. 추가 연구 결과, 치아의 특징에 근거해 대식동형일 가능성이 있으며 대식동물에 속할 수도 있다. 이 세자는 레부엘토사우루스, 테코바사우루스, 크르자노프스키사우루스, 루치아노사우루스, 프로테코바사우루스 등과 같은 치아와 알려진 같은 지역의 다른 세대와 다르기 때문에 유효할 가능성이 높다. 분류학적으로 보면 크로스비사우루스는 미국의 애리조나, 뉴멕시코, 노스캐롤라이나, 텍사스, 유타주의 후기 트라이아스기에 서식했던 멸종된 대퇴원형 파충류의 한 속이다. 미국 서남부에서 온 친러 포메이션과 도쿰 그룹 록 유닛에서 알려져 있다.종류는 C. 해리스로 알려진 유일한 물질은 치아를 포함한다. 11개의 표본이 알려져 있으며 각각 하나의 치아를 포함한다. 또한 크로스비사우루스는 등에 단단한 껍질의 갑옷을 가지고 있었으며 배에도 갑피 모양의 피부를 가졌을 것으로 추정되고 눈이 매우 컸을 것으로 추정되는 종이다. 이는 천적이 되는 육식공룡이나 그외의 다른 포식자로부터 자신을 보호하기위한 도구였을 것으로 보이며 앞다리와 뒷다리가 매우 크게 발달되어 있다. 먹이로는 당대에 서식했던 양치식물의 잎과 열매를 주로 먹고 살았을 초식성의 도마뱀으로 추정되는 종이다.

## 생존시기와 서식지와 화석의 발견
크로스비사우루스가 생존했던 시기는 중생대의 트라이아스기 후기로서 지금으로부터 2억년전~1억 8000만년전에 생존했었던 종이다. 생존했었던 시기에는 당시의 북아메리카의 산맥에 존재하여 번성했었던 밀림이나 열대우림에서 주로 서식했었던 도마뱀이다. 화석의 발견은 2004년에 미국의 트라이아스기에 형성된 지층에서 미국의 고생물학자인 앤드류 헤커트가 처음으로 화석을 발견하여 새롭게 명명된 종이다.

## 같이 보기
- 파충류
- 중생대
- 트라이아스기
- 도마뱀
- 화석